# Asienspiele 2014/Badminton
Titelträger im Badminton wurden bei den Asienspielen 2014 in Incheon in Südkorea in fünf Einzel- und zwei Mannschaftsdisziplinen ermittelt. Die Wettkämpfe fanden vom 20. bis 29. September 2014 statt.

## Teilnehmende Nationen
- Afghanistan (2)
- China (20)
- Chinesisch Taipeh (20)
- Hongkong (18)
- Indien (15)
- Indonesien (18)
- Iran (2)
- Japan (20)
- Katar (1)
- Macau (10)
- Malaysia (20)
- Malediven (8)
- Mongolei (4)
- Nepal (8)
- Pakistan (4)
- Singapur (6)
- Südkorea (20)
- Thailand (20)
- Vietnam (5)

## Medaillengewinner
| Disziplin        | Gold | Silber                                                                                                   | Bronze |
| ---------------- | --- | --- | --- |
| Herreneinzel     | Lin Dan | Chen Long                                                                                                | Lee Chong Wei |
| Herreneinzel     | Lin Dan | Chen Long                                                                                                | Wei Nan |
| Dameneinzel      | Wang Yihan | Li Xuerui                                                                                                | Bae Yeon-ju |
| Dameneinzel      | Wang Yihan | Li Xuerui                                                                                                | Tai Tzu-ying |
| Herrendoppel     | Mohammad Ahsan Hendra Setiawan | Lee Yong-dae Yoo Yeon-seong                                                                              | Kim Gi-jung Kim Sa-rang |
| Herrendoppel     | Mohammad Ahsan Hendra Setiawan | Lee Yong-dae Yoo Yeon-seong                                                                              | Goh V Shem Tan Wee Kiong |
| Damendoppel      | Nitya Krishinda Maheswari Greysia Polii | Misaki Matsutomo Ayaka Takahashi                                                                         | Tian Qing Zhao Yunlei |
| Damendoppel      | Nitya Krishinda Maheswari Greysia Polii | Misaki Matsutomo Ayaka Takahashi                                                                         | Vivian Hoo Kah Mun Woon Khe Wei |
| Mixed            | Zhang Nan Zhao Yunlei | Tontowi Ahmad Liliyana Natsir                                                                            | Xu Chen Ma Jin |
| Mixed            | Zhang Nan Zhao Yunlei | Tontowi Ahmad Liliyana Natsir                                                                            | Praveen Jordan Debby Susanto |
| Herrenmannschaft | Südkorea Son Wan-ho Yoo Yeon-seong Lee Yong-dae Lee Dong-keun Kim Gi-jung Kim Sa-rang Lee Hyun-il Ko Sung-hyun Shin Baek-cheol Jeon Hyeok-jin | China Chen Long Xu Chen Zhang Nan Lin Dan Cai Yun Fu Haifeng Gao Huan Liu Xiaolong Qiu Zihan Tian Houwei | Malaysia Lee Chong Wei Chong Wei Feng Tan Boon Heong Hoon Thien How Goh V Shem Tan Wee Kiong Iskandar Zulkarnain Zainuddin Goh Soon Huat Chan Peng Soon Lim Khim Wah |
| Herrenmannschaft | Südkorea Son Wan-ho Yoo Yeon-seong Lee Yong-dae Lee Dong-keun Kim Gi-jung Kim Sa-rang Lee Hyun-il Ko Sung-hyun Shin Baek-cheol Jeon Hyeok-jin | China Chen Long Xu Chen Zhang Nan Lin Dan Cai Yun Fu Haifeng Gao Huan Liu Xiaolong Qiu Zihan Tian Houwei | Chinesisch Taipeh Chou Tien-chen Lee Sheng-mu Tsai Chia-hsin Hsu Jen-hao Chen Hung-ling Liao Min-chun Hsueh Hsuan-yi Liang Jui-wei Liao Kuan-hao Tseng Min-hao       |
| Damenmannschaft  | China Li Xuerui Tian Qing Zhao Yunlei Wang Shixian Yu Yang Wang Xiaoli Wang Yihan                                                             | Südkorea Sung Ji-hyun Kim So-young Chang Ye-na Bae Yeon-ju Kim Ha-na Jung Kyung-eun Ko Eun-byul          | Indien P. V. Sindhu Saina Nehwal Siki Reddy Pradnya Gadre P. C. Thulasi Ashwini Ponnappa Tanvi Lad                                                                   |
| Damenmannschaft  | China Li Xuerui Tian Qing Zhao Yunlei Wang Shixian Yu Yang Wang Xiaoli Wang Yihan                                                             | Südkorea Sung Ji-hyun Kim So-young Chang Ye-na Bae Yeon-ju Kim Ha-na Jung Kyung-eun Ko Eun-byul          | Japan Minatsu Mitani Ayaka Takahashi Misaki Matsutomo Sayaka Takahashi Reika Kakiiwa Miyuki Maeda Akane Yamaguchi                                                    |

## Medaillenspiegel
| Rang   | Land                | Gold | Silber | Bronze | Gesamt |
| ------ | ------------------- | ---- | ------ | ------ | ------ |
| 1      | Volksrepublik China | 4    | 3      | 2      | 9      |
| 2      | Indonesien          | 2    | 1      | 1      | 4      |
| 3      | Südkorea            | 1    | 2      | 2      | 5      |
| 4      | Japan               | 0    | 1      | 1      | 2      |
| 5      | Malaysia            | 0    | 0      | 4      | 4      |
| 6      | Chinesisch Taipeh   | 0    | 0      | 2      | 2      |
| 7      | Hongkong            | 0    | 0      | 1      | 1      |
| 7      | Indien              | 0    | 0      | 1      | 1      |
| Gesamt | Gesamt              | 7    | 7      | 14     | 28     |